# Thomisus cavaleriei
Thomisus cavaleriei är en spindelart som beskrevs av Schenkel 1963. Thomisus cavaleriei ingår i släktet Thomisus och familjen krabbspindlar. Inga underarter finns listade i Catalogue of Life.